# Ving
Ving er angiveligt skandinaviens største rejsearrangør og en del af MyTravel-Gruppen.
Ving er ved at blive afviklet, og flettes ind i Spies Rejser og Tjæreborg Rejser under ledelse af MyTravel. Ving ophører endelig pr. 1. maj 2007.

## Ekstern henvisning
- Ving